# Mitica Constantin
Mitica Constantin  z domu  Junghiatu (ur. 18 sierpnia 1962) – rumuńska lekkoatletka, biegaczka średniodystansowa, dwukrotna medalistka halowych mistrzostw Europy.

## Kariera sportowa
Zajęła 6. miejsce w sztafecie 4 × 400 metrów i odpadła w eliminacjach biegu na 400 metrów na mistrzostwach Europy juniorów w 1979 w Bydgoszczy.
Zdobyła brązowy medal w biegu na 1500  metrów na halowych mistrzostwach Europy w 1986 w Madrycie, przegrywając jedynie z reprezentantkami Związku Radzieckiego Swietłaną Kitową i Tatjaną Lebondą. Zdobyła brązowy medal w biegu na 800 metrów na igrzyskach dobrej woli w 1986 w Moskwie. Zajęła 6. miejsce w tej konkurencji na mistrzostwach Europy w 1986 w Stuttgarcie oraz 4. miejsce w biegu na 1500 metrów na halowych mistrzostwach świata w 1987 w Indianapolis.
Zdobyła srebrny medal w biegu na 800 metrów (za Slobodanką Čolović z Jugosławii) i brązowy medal w biegu na 1500 metrów (za swą koleżanką z reprezentacji Rumunii Paulą Ivan i Swietłaną Kitową) na uniwersjadzie w 1987 w Zagrzebiu. Na mistrzostwach świata w 1987 w Rzymie zajęła 6. miejsce w biegu na 800 metrów i 12. miejsce w biegu na 1500 metrów.
Zdobyła srebrny medal w biegu na 1500 metrów na halowych mistrzostwach Europy w 1988 w Budapeszcie, za inną Rumunką Doiną Melinte, a przed Brigitte Kraus z Republiki Federalnej Niemiec. Na halowych mistrzostwach świata w 1989 w Budapeszcie zajęła w tej konkurencji 5. miejsce. Odpadła w eliminacjach biegu na 800 metrów na mistrzostwach świata w 1991 w Tokio i w półfinale tej konkurencji na halowych mistrzostwach świata w 1993 w Toronto.
Odnosiła sukcesy w mistrzostwach krajów bałkańskich. W biegu na 800 metrów zdobyła złoty medal w 1985, srebrny medal w 1986 i brązowy medal w 1992, a także zdobyła srebrny medal w sztafecie 4 × 400 metrów w 1985.
Była mistrzynią Rumunii w biegu na 800 metrów w 1985. W 1988 była halową mistrzynią Stanów Zjednoczonych na tym dystansie.
Rekordy życiowe Constantin:
- bieg na 800 metrów – 1:57,87 (6 lipca 1986, Moskwa)
- bieg na 1000 metrów – 2:38,04 (3 maja 1987, Shizuoka)
- bieg na 1500 metrów – 4:03,04 (18 lipca 1987, Zagrzeb)
- bieg na 800 metrów (hala) – 2:00,02 (7 lutego 1987, Bacău)
- bieg na 1000 metrów (hala) – 2:39,43 (1 lutego 1987, Stuttgart)
- bieg na 1500 metrów (hala) – 4:05,93 (31 stycznia 1988, Stuttgart)
- bieg na milę (hala) – 4:31,55 (5 lutego 1988, Nowy Jork)